# 櫻井站 (愛知縣)
櫻井站（日语：／ Sakurai eki */?）是位於愛知縣安城市櫻井町，屬於名古屋鐵道（名鐵）的西尾線車站。車站編號為GN05。此站為特殊勤務型有人車站（車站職員當值時間7：00-20：00，在當值時間以外由西尾站管理）。特急以下的所有列車均在此停靠。

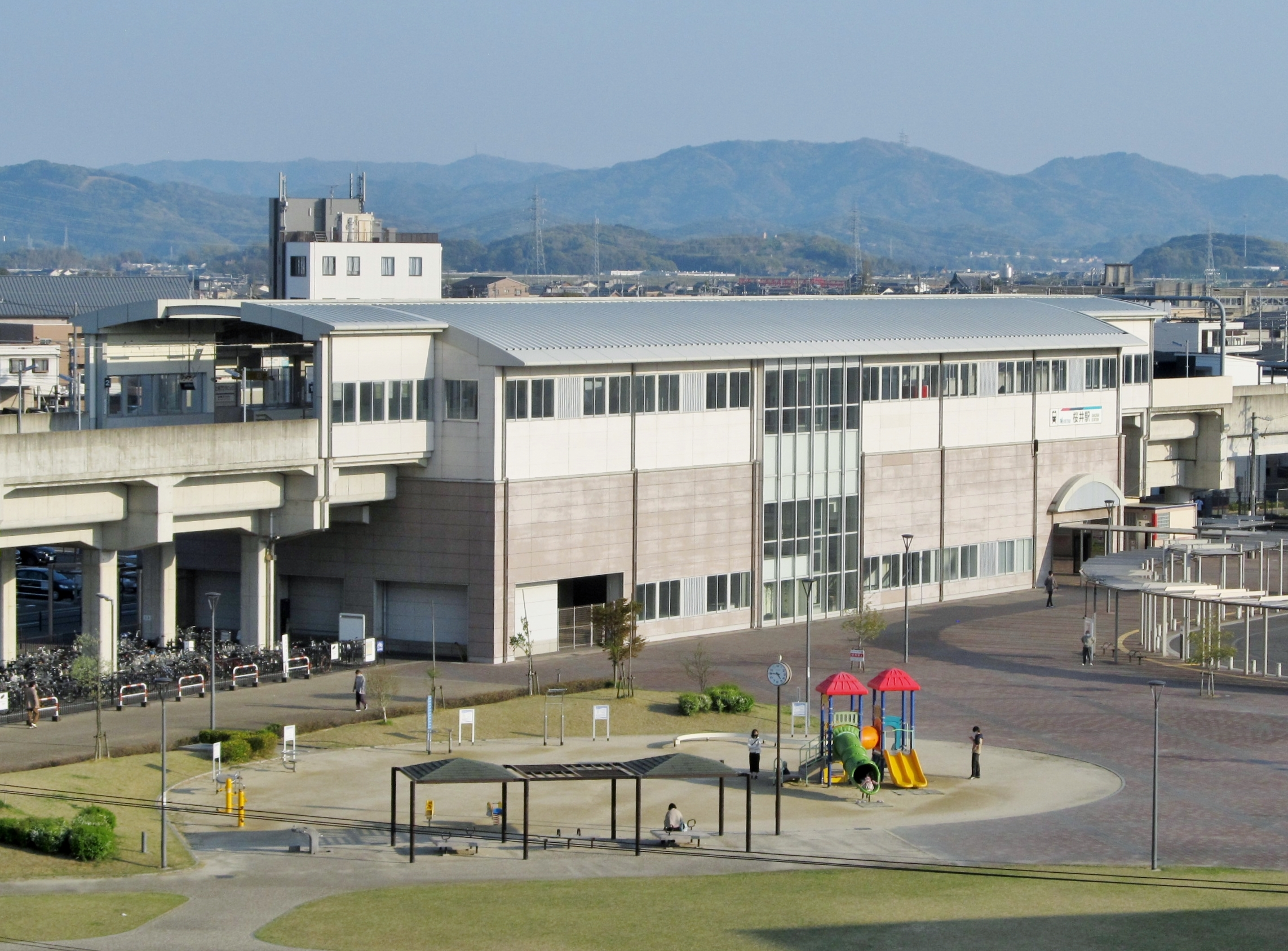
站房遠景（2022年4月）

## 歷史
此站於1926年碧海電氣鐵道開通同時啟用。此站位於前碧海郡櫻井町，近年編入至安城市的西南區。此站在高架化同時，其周邊地區也進行土地調整項目。

### 高架化工程
在「安城櫻井站周邊特定土地調整發展工程」中，把鐵路立體化與複線化。在2002年（平成14年）開始工程，在2006年（平成18年）5月臨時路軌工程開始，同年10月列車使用臨時路軌，在2008年（平成20年）6月21日列車使用高架路軌。在6月29日把車站名稱中「碧海」刪去，已高架化的碧海櫻井站這名稱已使用一個星期。現時舊車站大樓已經拆毀，臨時路軌也已經撤走。
工程費為74億日圓，當中33億是由國家與愛知縣補貼。此工程全長2,100米，包括碧海櫻井站，同時使東西市區中撒走4個平交道。在鋪設的路軌中，高架橋只於北邊設有路軌（暫定單線鐵路），南邊直至南櫻井站之間為複線鐵路。

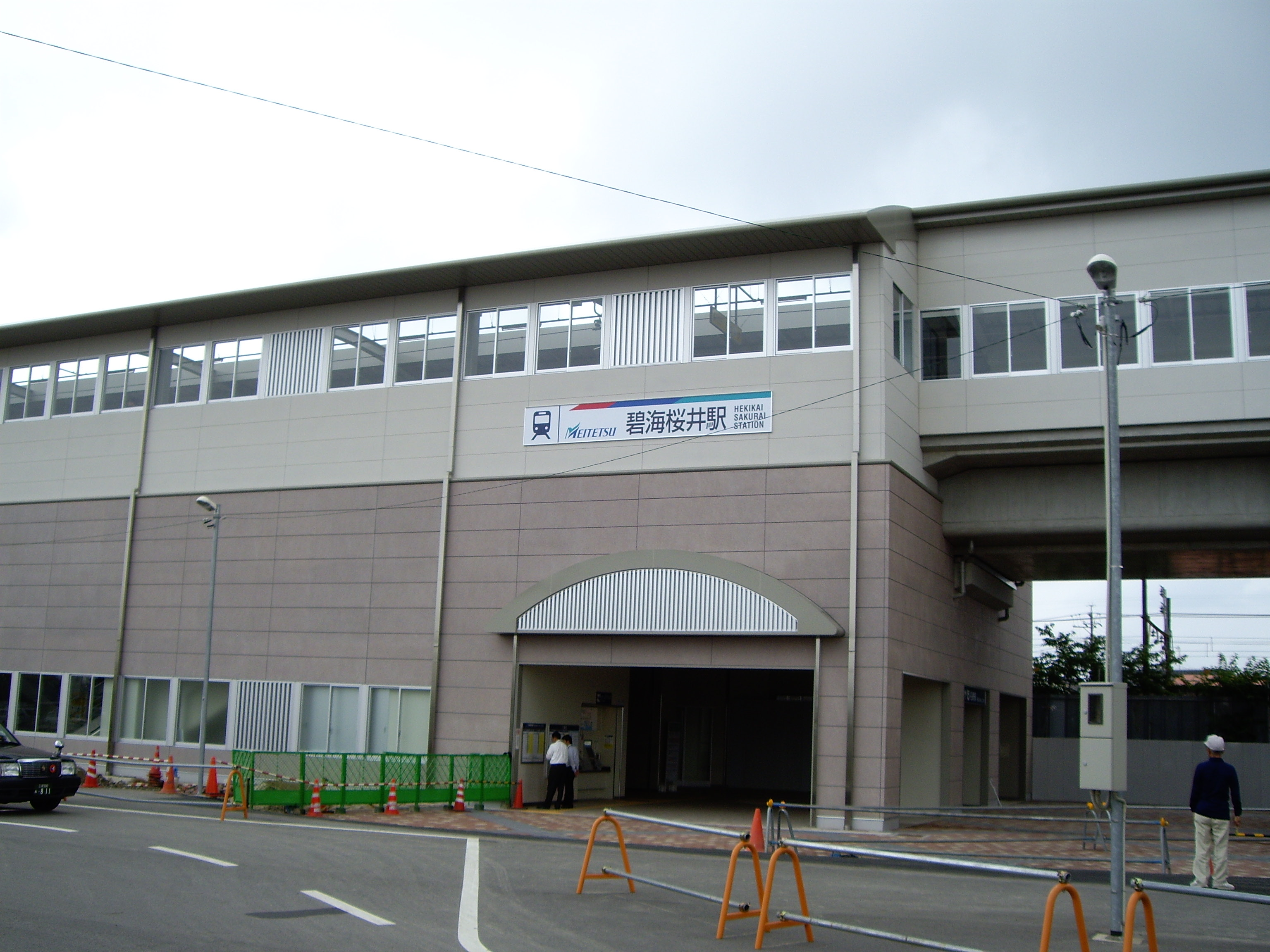
高架化的"碧海櫻井站"

### 年表
- 1926年（大正15年）7月1日 - 碧海電氣鐵道線（日语：碧海電気鉄道）今村站（現時為新安城站）至米津站之間開通，此站啟用，當時名為碧海櫻井站。
- 2007年（平成19年）11月14日 - 車站可以使用交通儲值卡「Trans Pass（日语：トランパス (交通プリペイドカード)）」。
- 2008年（平成20年）
  - 6月21日 - 車站高架化。月台延長至可容納6卡車廂。
  - 6月29日 - 車站改名為櫻井站。同時，特急成為特別通過站。
- 2011年（平成23年）2月11日 - 車站可以使用「manaca」IC卡。
- 2012年（平成24年）2月29日 - 交通儲值卡「Trans Pass」的服務終止，此站也不可使用其儲值卡。

## 車站構造
此站是3層高的高架車站，設有2面2線的相對式月台，可容納6卡車廂。此戰僅設置1處驗票閘口，在東西兩方設有公眾通道連接。站內設有自動售票機、自動閘機、可供輪椅使用升降機、上行設有電梯、多用途廁所、簡易列車資訊牌和候車室。月台建在一個半俓為1000米的彎位上，在2號月台設有閉路電視與以及乘務員支援裝置。
| 月台 | 路線   | 上下行 | 方向                   |
| ---- | ------ | ------ | ---------------------- |
| 1    | 西尾線 | 上行   | 新安城、名鐵名古屋方向 |
| 2    | 西尾線 | 下行   | 西尾、吉良吉田方向     |

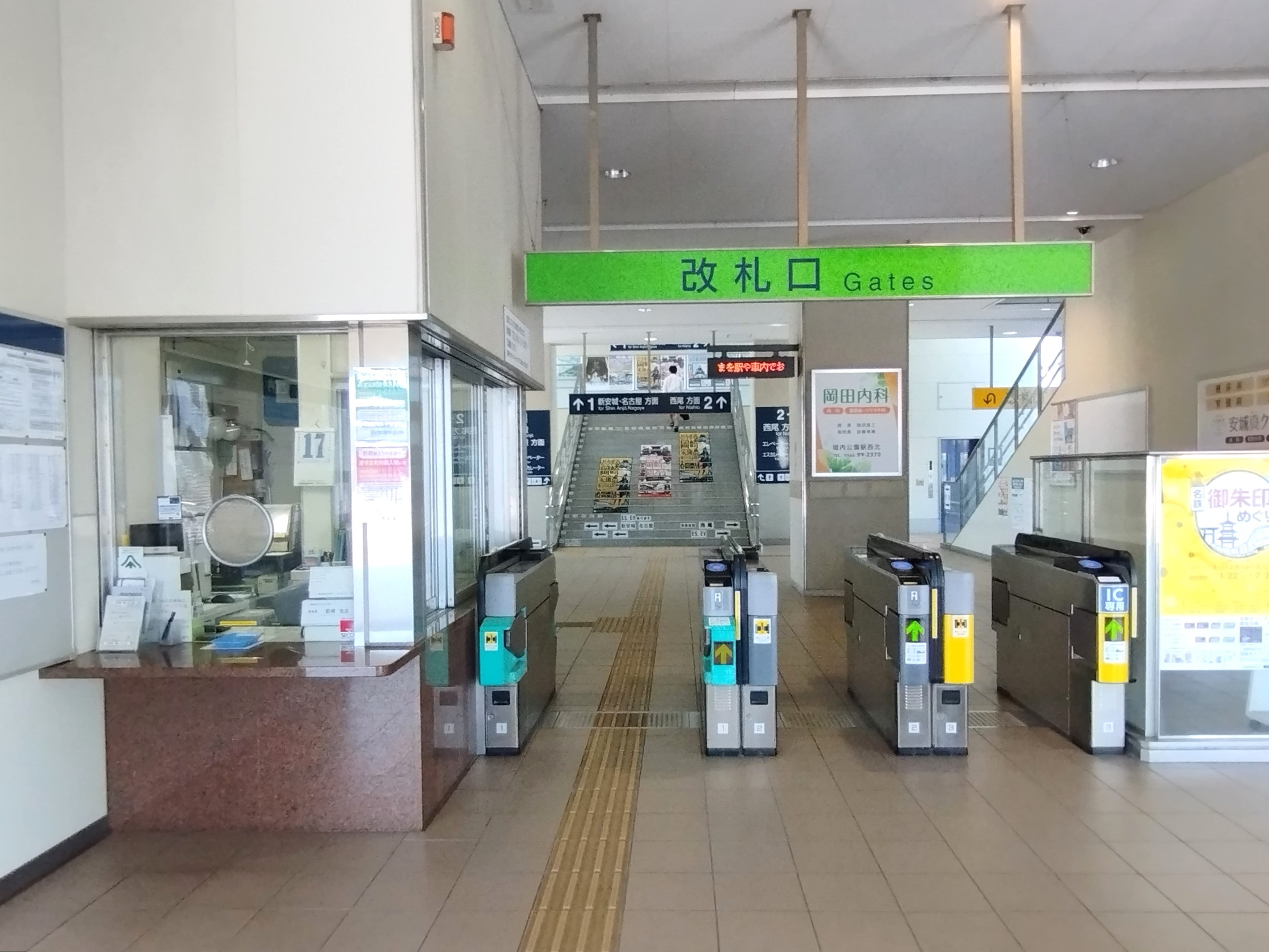
驗票閘口（2023年6月）
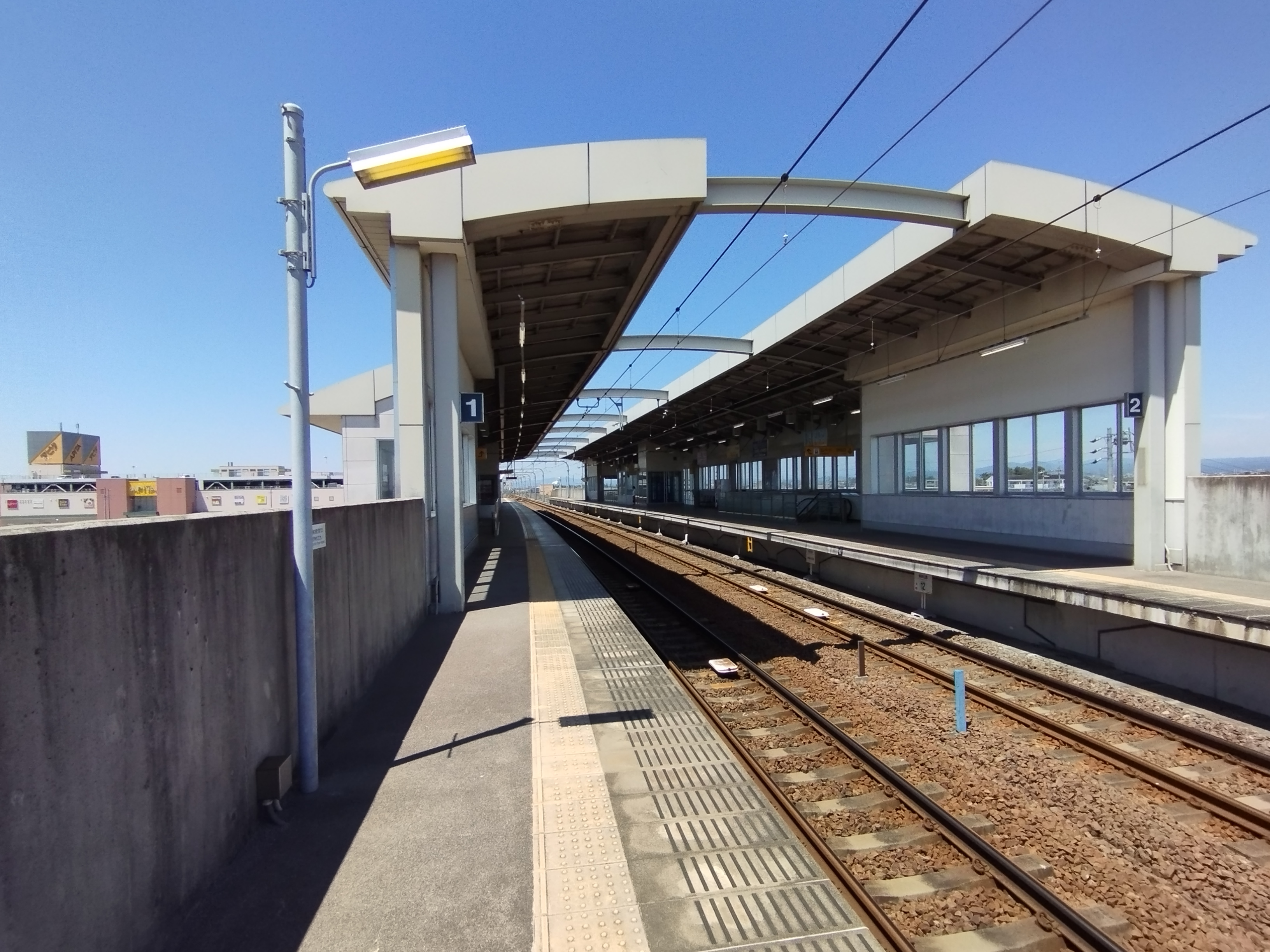
月台（2023年6月）
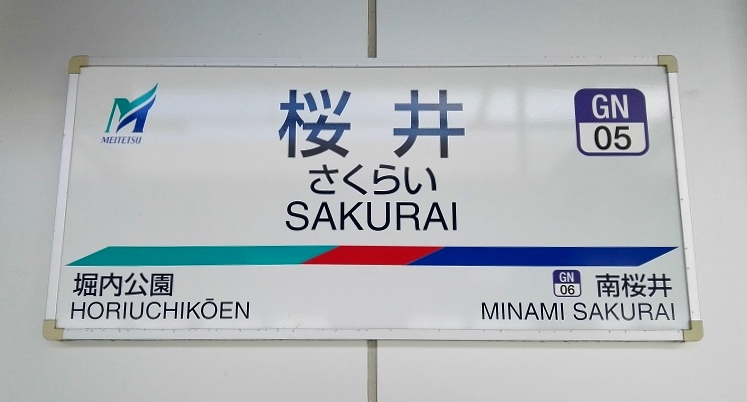
站名牌

### 配線圖
| ← 新安城、 名古屋方向 | 櫻井站 - 南櫻井站 站內配線略圖 | → 西尾、 吉良吉田方向 |
| 图例 参考文献：       |                                |                       |

### 地面車站時代
車站大樓位於東邊，設有2面2線相對式的月台和站內平交道。
當時月台只可容納4卡車廂，平日早上運行的6卡編成特急中，會特別通過此站。在1999（平成11年）至2000年（平成12年）之間，於假日運行的往佐屋的6卡編成特急會在米津站與此站停車，列車頭2卡會越過月台，列車後面4卡的車門將會打開（選擇性車門操作），在這期間會使用8800系，為其少數實施選擇性車門操作的情況。
| 月台 | 路線    | 上下行 | 方向               |
| ---- | ------- | ------ | ------------------ |
| 1    | ■西尾線 | 上行   | 新安城、名古屋方向 |
| 2    | ■西尾線 | 下行   | 西尾、吉良吉田方向 |

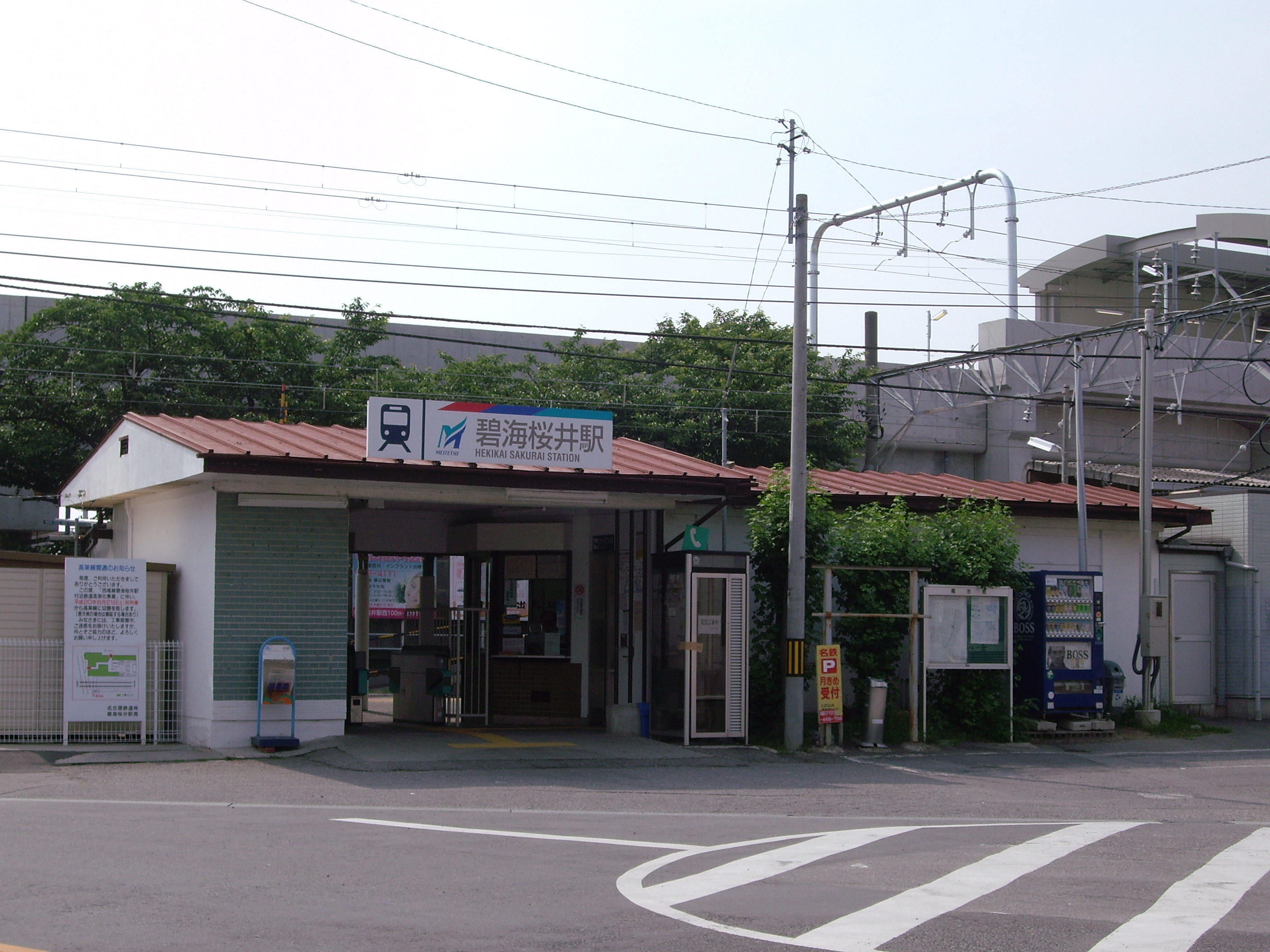
地面車站時代的車站大樓
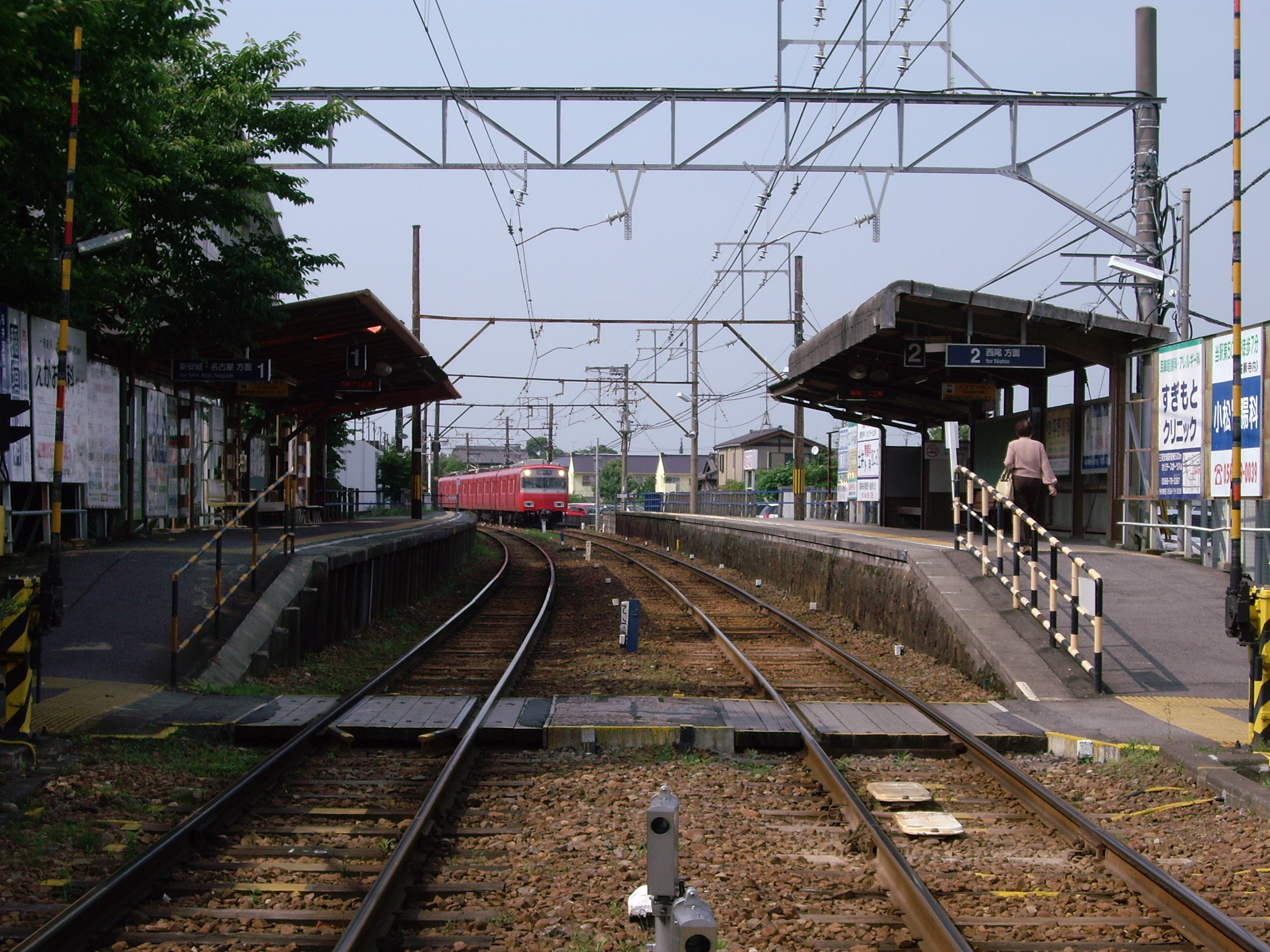
地面車站時代的月台

| ← 新安城、 名古屋方向 | 碧海櫻井站（地面車站時代） 站內配線略圖 | → 西尾、 吉良吉田方向 |
| 图例 参考文献：       |                                         |                       |

## 使用狀況
- 在中提及在2013年度，當時1日平均上下車人次為4,259人，為名鐵所有車站（275站）排名第101，西尾線、蒲郡線（23站）中排名第4[5]。
- 在中提及在1992年度，當時1日平均上下車人次為4,493人，為除岐阜市內線均一車費區間內各站（岐阜市內線、田神線、美濃町線徹明町站至琴塚站之間）外名鐵所有車站（342站）中排名第104，西尾線、蒲郡線（24站）排名第5[6]。
- 在中提及在2018年度1日平均上下車人次為4,952人[7]。
- 以下為近年1日平均上下車人次的列表：

| 年度   | 1日平均 上下車人次 |
| ------ | ------------------ |
| 2007年 | 4,175              |
| 2008年 | 3,793              |
| 2009年 | 3,443              |
| 2010年 | 3,568              |
| 2011年 | 3,772              |
| 2012年 | 4,021              |
| 2013年 | 4,259              |
| 2014年 | 4,290              |
| 2015年 | 4,431              |
| 2016年 | 4,592              |
| 2017年 | 4,711              |
| 2018年 | 4,952              |

## 車站周邊

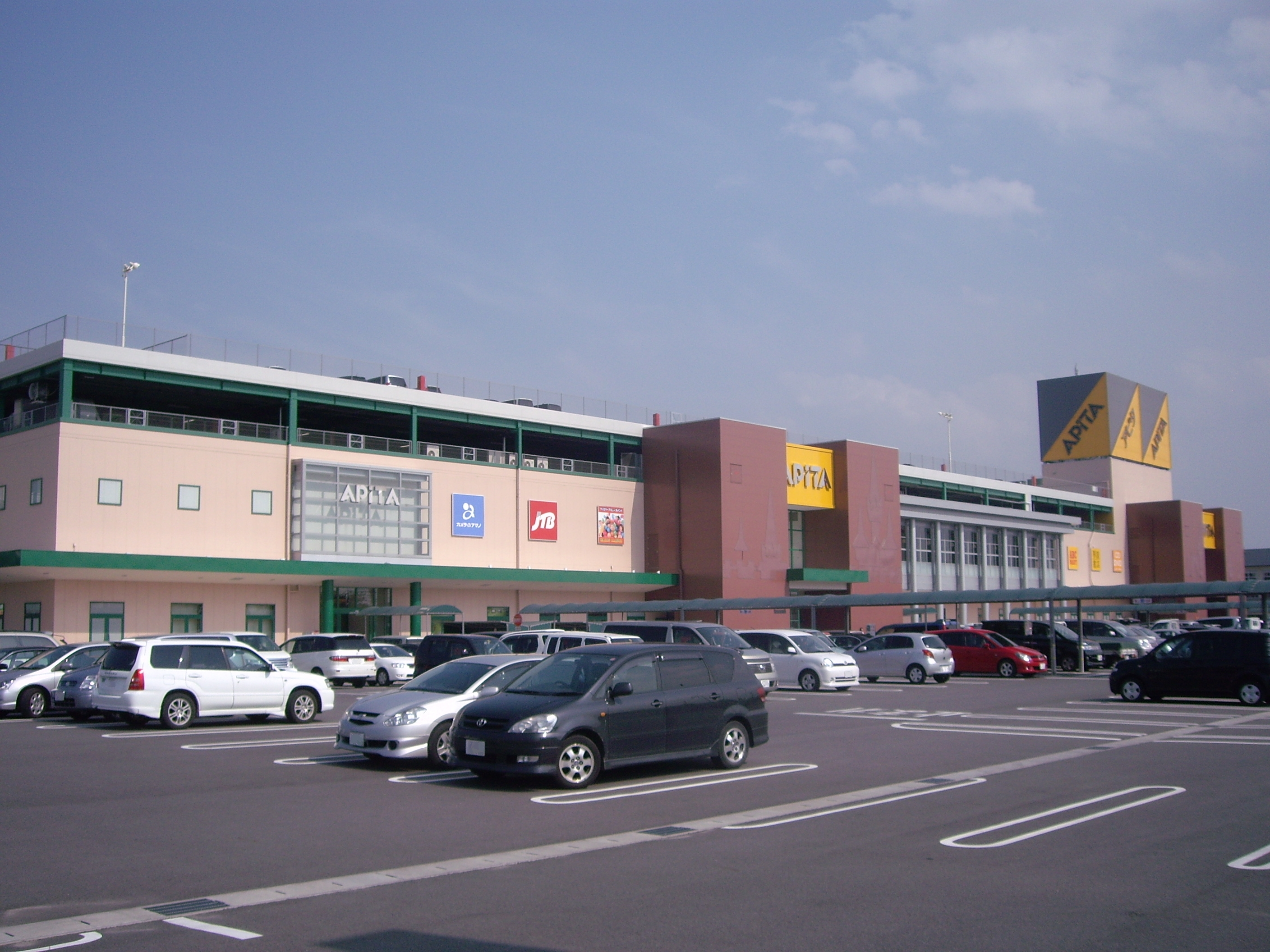
Apita安城南店

西出口設有迴旋路，當中設有的士站和Ankuru巴士櫻井線、櫻井西線「櫻井站」巴士站。東出口設有由名鐵協商的投幣式停車場。
車站東邊設有商店街和古老的村落，由於東西兩邊正進行土地整理項目，在2006年（平成18年），Apita安城南店購物中心開業。
- 安城市政廳櫻井分所、櫻井公民館
- 櫻井福祉中心、櫻花幼兒園
- Apita安城南店
- 愛知縣立安城南高等學校（日语：愛知県立安城南高等学校）
- 愛知縣立安城特別支援學校（日语：愛知県立安城特別支援学校）
- 愛知縣道292號幸田石井線（日语：愛知県道292号幸田石井線）

## 相鄰車站
名古屋鐵道
 西尾線
■特急
南安城（GN02）－櫻井（GN05）－西尾（GN10）
■急行
南安城（GN02）－（部分停碧海古井（GN03））－櫻井（GN05）－南櫻井（GN06）
、■普通
堀内公園（GN04）－櫻井（GN05）－南櫻井（GN06）

## 注腳
1. 1 2  駅時刻表：名古屋鉄道・名鉄バス （页面存档备份，存于），2019年3月24日參閲
2. ↑  電氣車研究會，『鐵道畫刊』通卷第816號 2009年3月 臨時特刊號 「特集 - 名古屋鉄道」，卷末收錄「名古屋鐵道 配線略圖」
3. ↑  小笠原秀樹 「最近の鉄道施設改良工事の現状」p.111（『鐵道畫刊 No.816　2009年3月号臨時特刊』電氣車研究會，2009年）
4. ↑  電氣車研究會，『鐵道畫刊』通卷第473號 1986年12月 臨時特刊號 「特集 - 名古屋鉄道」，附圖「名古屋鐵道路線略圖」
5. ↑  名鐵120年史編纂委員會事務局（編）. . 名古屋鐵道. 2014: 160–162.
6. ↑  名古屋鐵道廣報宣傳部（編）. . 名古屋鐵道. 1994: 651–653.
7. 1 2 3 4 5 6 7 8 9 10 11 12 13   (PDF). 安城市.   [2020年1月4日]. （原始内容 (PDF)存档于2020年1月4日）.

## 外部連結
- 櫻井 - 名古屋鐵道
- 西尾線新站站名與變更碧海櫻井站與碧海堀内站站名 （页面存档备份，存于）（日語）
- 安城市議會HP - 名鐵西尾線櫻井站周邊再開發工程 （页面存档备份，存于）（日語）